# Monestier-Merlines
Monestier-Merlines é uma comuna francesa na região administrativa da Nova Aquitânia, no departamento de Corrèze. Estende-se por uma área de 9,48 km². Em 2010 a comuna tinha 292 habitantes (densidade: 30,8 hab./km²).